# Fernandes Pinheiro
Fernandes Pinheiro est une municipalité brésilienne située dans l'État du Paraná.